# Мультиголовочный дозатор
Мультиголовочный дозатор (англ. Multihead weigher) это — высокоскоростной и точный класс машин, служащий для дозирования пищевой и непищевой продукции. Полное название: «Мультиголовочный комбинационный весовой дозатор».

## История
Первый мультиголовочный дозатор был разработан и произведен компанией Ishida, в 1972 году для дозирования зеленого перца. В 1988 году компания Yamato Scale стало первой компанией в мире, создавшей программное обеспечение для мультиголовочных дозаторов, которое обеспечивало точное взвешивание миксов продуктов. Первый мультиголовочный дозатор российского производства был разработан в 2001 году компанией ООО ВКП "СИГНАЛ-ПАК" (Екатеринбург).

## Принцип работы
Приближенный принцип работы дозатора выглядит следующим образом
1. Сначала дозируемый продукт попадает на вибрационный конус, который распределяет продукт по радиальным лоткам.
2. Радиальные лотки снабжены виброприводами и подают продукт в промежуточный ковш
3. Промежуточный ковш сбрасывает продукт в расположенный ниже взвешивающий ковш.
4. Тензометрический датчик, механически соединенный с взвешивающим ковшом измеряет вес продукта, находящийся в ковше
5. Если взвешивающий ковш выбран в комбинации, то он открывается и продукт сбрасывается в нижестоящую упаковочную машину.

## Расчет комбинации
Расчет комбинаций осуществляется следующим образом:
Компьютер собирает информацию по весу продукта во всех доступных весовых ковшах. После этого методом прямого перебора или же применяя некоторые алгоритмы, управляющий компьютер дозатора составляет таблицу результатов. Лучший результат сбрасывается в расположенную ниже упаковочную машину.

## Опции и варианты исполнения

### Программные функции
- Подбор комбинации по количеству:
В настройках дозатора задается приблизительный вес одной единицы продукции. После взвешивания дозатор оперирует не весом дозы продукта, а его количеством
- Смешивание нескольких продуктов:
Дозатор программно делится на несколько частей (обычно до 8-и). В этом случае параметры дозы задаются для каждой из частей отдельно, а также общие для всей дозы
- Вброс игрушки:
Для данной операции выделяется отдельная головка. В эту головку организуется отдельная подача продукта (обычно игрушек). Дозатор при сбросе дозы, обязательно задействует эту головку и сбросит игрушку вместе с продуктом.

### Аппаратные функции
- Дополнительные ковши памяти:
На дозаторе устанавливается третий ряд ковшей, находящийся под весовыми ковшами. В этом случае весовой ковш имеет две створки. При открывании внешней створки продукт попадает напрямую в упаковочную машину. При открытии внутренней створки, продукт попадает в пустой ковш памяти. Данное дополнение используется для увеличения количества доступных вариантов комбинаций, особенно при операциях смешивания.
- Деление дозатора на несколько частей:
Дозатор физически делится на несколько частей, например для работы с двумя упаковочными машинами или для ускорения работы.
- Различные формы элементов дозатора:
Центральный конус, лотки, а также ковши изготавливаются из гладкой или рифленой нержавеющей стали, реже из пищевых пластмасс. Для работы с липкими продуктами нержавеющая сталь может быть покрыта тефлоном. Для различных продуктов существует большое количество форм всех элементов дозатора. Они подбираются на заводе с учетом характеристик продукта.
- Установка вставок в ковши:
В ковши дополнительно могут быть установлены вставки из пищевой пластмассы или силикона. Это требуется в случае работы с липким продуктом.

## Дозируемые продукты
- Снэки: чипсы, сырные снеки, кукурузные хлопья, попкорн, мясные снеки, соломка, печенье, мюсли.
- Крупы: гречневая, овсяная, рис….
- Бобовые: горох, фасоль, чечевица…
- Приправы: сахар, соль, перец, лавровый лист…
- Чай, кофе, какао…
- Восточные сладости: нуга, рахат-лукум, халва…
- Зефир, пастила, суфле, мармелад…
- Конфеты: драже, ирис, карамель, конфеты шоколадные, жевательные…
- Шоколад: шоколад плиточный, шоколад фигурный, шоколадные батончики…
- Мучные кондитерские изделия: пирожные, печенье, крекеры, вафли, пряники, десерты…
- Макароны: макароны и макаронные изделия различных форм и видов…
- Хлопья: сухие завтраки, овсяные, кукурузные, картофельные…
- Корма для домашних животных: сухие и влажные…
- Орехи: фисташки, арахис, кешью, семечки…
- Сухофрукты: финики, чернослив, изюм, курага, урюк…
- Замороженные продукты: кукуруза, горошек, грибы, морковь…
- Свежие ягоды, фрукты, овощи: клубника, черника, яблоки, салат, кукуруза, горошек, зеленый лук…
- Мясо и морепродукты: куски мяса, рыбы, крабовые палочки, креветки…
- Липкие продукты: сыр, мармелад в каполе…
- Порошки: стиральные, кофе, клей…
- Метизы: Дюбеля, винты, гайки, шайбы…

## Работа с другим оборудованием
Под дозатором обычно располагается упаковочная машина вертикального или горизонтального типа.
Она упаковывает сброшенную дозу в полиэтиленовую, пластиковую, картонную или какую-нибудь другую упаковку.

## Применение в России
Мультиголовочные дозаторы встречаются практически на всех предприятиях в России, которые самостоятельно упаковывают свою продукцию в индивидуальную упаковку.

## Достоинства и недостатки
Достоинства
- Высокая скорость — до 400 упаковок в минуту (обычно 50-100).
- Высокая точность — среднее отклонение по весу обычно не превышает 1г.
- Универсальность — один дозатор может работать с различными типами продукта.
- Большой диапазон взвешивания — сбрасываемая доза может колебаться от 2г. до 10 кг, в зависимости о используемого тензометрического датчика.
- Возможность смешивания нескольких продуктов.

Недостатки
- Высокая стоимость, по сравнению с другими типами дозаторов.
- Невозможность работать с сильно липкими и влажными продуктами.